# Seelbach (Horrenbach)
Der Seelbach ist ein gut einen Kilometer langer und rechter Zufluss des Horrenbach bei Gemünd, einem Ortsteil der Gemeinde Schleiden im nordrhein-westfälischen Kreis Euskirchen.

## Geographie

### Verlauf
Der Seelbach entspringt im etwa 8 ha großen Naturschutzgebiet Sebestal südlich Gemünd-Malsbenden, welches südwestlich des Ortsteils Gemünd liegt. Von dort fließt er in nördlicher Richtung nach Malsbenden, wo er die Schöttgasse unterquert. Nördlich dieser Gasse zieht der Bach in nordnordwestlicher Richtung entlang einer Straße und unterquert diese kurz vor der Bruchstraße in westlicher Richtung. Von dort an verläuft er wenige Meter südlich der Bruchstraße, die nach Süden abzweigt. Dort quert er nochmals die Straße und mündet schließlich in den Horrenbach, der kurz danach in die Urft einmündet.

### Einzugsgebiet
Das Einzugsgebiet des Seelbachs liegt in der Nordeifel und wird über Horrenbach, Urft, Rur, Maas und Hollands Diep in die Nordsee entwässert. Es grenzt im Osten an das Einzugsgebiet des Urftzuflusses Braubach.